# Pheia taperinhae
Pheia taperinhae là một loài bướm đêm thuộc phân họ Arctiinae, họ Erebidae.